# Stipa argillosa
Stipa argillosa är en gräsart som beskrevs av Kotukhov. Stipa argillosa ingår i släktet fjädergrässläktet, och familjen gräs. Inga underarter finns listade i Catalogue of Life.